# 400 mètres haies masculin aux championnats du monde d'athlétisme 2019
Pour un article plus général, voir Championnats du monde d'athlétisme 2019.
Navigation
Londres 2017 Eugene 2022
L'épreuve du 400 mètres haies masculin des championnats du monde de 2019 se déroule les 27, 28 et 30 septembre 2019 dans le Khalifa International Stadium, au Qatar.

## Résultats

### Finale
| Rang               | Couloir | Athlète             | Nationalité               | Temps   | Notes |
| ------------------ | ------- | ------------------- | ------------------------- | ------- | ----- |
| Médaille d'or      | 4       | Karsten Warholm     | Norvège                   | 47 s 42 |       |
| Médaille d'argent  | 7       | Rai Benjamin        | États-Unis                | 47 s 66 |       |
| Médaille de bronze | 9       | Abderrahman Samba   | Qatar                     | 48 s 03 |       |
| 4                  | 2       | Kyron McMaster      | Îles Vierges britanniques | 48 s 10 | SB    |
| 5                  | 3       | TJ Holmes           | États-Unis                | 48 s 20 | PB    |
| 6                  | 6       | Yasmani Copello     | Turquie                   | 48 s 25 | SB    |
| 7                  | 5       | Alison dos Santos   | Brésil                    | 48 s 28 | PB    |
| 8                  | 8       | Abdelmalik Lahoulou | Algérie                   | 49 s 46 |       |

### Demi-finales
Les 2 premiers de chaque série (Q) et les 2 meilleurs temps (q) se qualifient pour la finale.
| Rang | Série | Nom                    | Nationalité               | Temps | Notes |
| ---- | ----- | ---------------------- | ------------------------- | ----- | ----- |
| 1    | 2     | Karsten Warholm        | Norvège                   | 48.28 | Q     |
| 2    | 1     | Alison dos Santos      | Brésil                    | 48.35 | Q, PB |
| 3    | 1     | Yasmani Copello        | Turquie                   | 48.39 | Q, SB |
| 4    | 2     | Abdelmalik Lahoulou    | Algérie                   | 48.39 | Q, NR |
| 5    | 1     | Kyron McMaster         | Îles Vierges britanniques | 48.40 | q     |
| 6    | 3     | Rai Benjamin           | États-Unis                | 48.52 | Q     |
| 7    | 2     | TJ Holmes              | États-Unis                | 48.67 | q     |
| 8    | 3     | Abderrahman Samba      | Qatar                     | 48.72 | Q     |
| 9    | 1     | Rasmus Mägi            | Estonie                   | 48.93 | SB    |
| 10   | 3     | Takatoshi Abe          | Japon                     | 48.97 |       |
| 11   | 3     | Thomas Barr            | Irlande                   | 49.02 | SB    |
| 12   | 2     | Ludvy Vaillant         | France                    | 49.10 |       |
| 13   | 1     | Mohamed Amine Touati   | Tunisie                   | 49.14 | PB    |
| 14   | 2     | Chris McAlister        | Royaume-Uni               | 49.18 | PB    |
| 15   | 1     | Amere Lattin           | États-Unis                | 49.20 |       |
| 16   | 1     | Kemar Mowatt           | Jamaïque                  | 49.32 |       |
| 17   | 3     | Jabir Madari Pillyalil | Inde                      | 49.71 |       |
| 18   | 3     | Fernando Arodi Vega    | Mexique                   | 49.96 |       |
| 19   | 3     | Vít Müller             | Tchéquie                  | 49.97 |       |
| 20   | 1     | Chen Chieh             | Taipei chinois            | 50.00 |       |
| 21   | 2     | Luke Campbell          | Allemagne                 | 50.00 |       |
| 22   | 2     | Patryk Dobek           | Pologne                   | 50.18 |       |
| 23   | 2     | Masaki Toyoda          | Japon                     | 50.30 |       |
| 24   | 3     | Rilwan Alowonle        | Nigeria                   | 52.01 |       |

### Séries
Les 4 premiers de chaque série (Q) et les 4 meilleurs temps (q) se qualifient pour les demi-finales.
| Rang | Série | Nom                    | Nationalité                 | Temps | Notes |
| ---- | ----- | ---------------------- | --------------------------- | ----- | ----- |
| 1    | 3     | Abderrahman Samba      | Qatar                       | 49.08 | Q     |
| 2    | 3     | Takatoshi Abe          | Japon                       | 49.25 | Q     |
| 3    | 1     | Karsten Warholm        | Norvège                     | 49.27 | Q     |
| 4    | 5     | Rasmus Mägi            | Estonie                     | 49.34 | Q, SB |
| 5    | 1     | Thomas Barr            | Irlande                     | 49.41 | Q     |
| 6    | 5     | Ludvy Vaillant         | France                      | 49.49 | Q     |
| 7    | 3     | TJ Holmes              | États-Unis                  | 49.50 | Q     |
| 8    | 5     | Abdelmalik Lahoulou    | Algérie                     | 49.54 | Q     |
| 9    | 2     | Kyron McMaster         | Îles Vierges britanniques   | 49.60 | Q     |
| 10   | 4     | Rai Benjamin           | États-Unis                  | 49.62 | Q     |
| 11   | 1     | Jabir Madari Pillyalil | Inde                        | 49.62 | Q     |
| 12   | 1     | Kemar Mowatt           | Jamaïque                    | 49.63 | Q     |
| 13   | 2     | Alison dos Santos      | Brésil                      | 49.66 | Q     |
| 14   | 1     | Amere Lattin           | États-Unis                  | 49.72 | q     |
| 15   | 5     | Chris McAlister        | Royaume-Uni                 | 49.73 | Q     |
| 16   | 5     | Yasmani Copello        | Turquie                     | 49.75 | q     |
| 17   | 4     | Mohamed Amine Touati   | Tunisie                     | 49.76 | Q     |
| 18   | 4     | Patryk Dobek           | Pologne                     | 49.89 | Q     |
| 19   | 2     | Chen Chieh             | Taipei chinois              | 49.95 | Q     |
| 19   | 1     | Fernando Arodi Vega    | Mexique                     | 49.95 | q     |
| 21   | 3     | Rilwan Alowonle        | Nigeria                     | 50.04 | Q     |
| 22   | 4     | Vít Müller             | Tchéquie                    | 50.15 | Q     |
| 23   | 2     | Luke Campbell          | Allemagne                   | 50.20 | Q     |
| 24   | 4     | Masaki Toyoda          | Japon                       | 50.34 | q     |
| 25   | 1     | Mehdi Pirjahan         | Iran                        | 50.46 |       |
| 26   | 3     | Nick Smidt             | Pays-Bas                    | 50.54 |       |
| 27   | 5     | Dharun Ayyasamy        | Inde                        | 50.55 |       |
| 28   | 3     | Kariem Hussein         | Suisse                      | 50.62 |       |
| 29   | 4     | Sergio Fernández       | Espagne                     | 50.71 |       |
| 30   | 2     | Creve Armando Machava  | Mozambique                  | 50.76 |       |
| 31   | 5     | Constantin Preis       | Allemagne                   | 50.93 |       |
| 32   | 4     | Márcio Teles           | Brésil                      | 51.02 |       |
| 33   | 3     | Wilfried Happio        | France                      | 51.25 |       |
| 34   | 1     | Artur Terezan          | Brésil                      | 51.52 | SB    |
| 35   | 2     | Lindsay Hanekom        | Afrique du Sud              | 51.71 |       |
| 36   | 2     | Ned Justeen Azemia     | Seychelles                  | 52.58 |       |
| 37   | 3     | Andrea Ercolani Volta  | Saint-Marin                 | 52.60 | NR    |
| 38   | 5     | Malique Smith          | Îles Vierges des États-Unis | 59.45 |       |
|      | 2     | Bienvenu Sawadogo      | Burkina Faso                | DQ    |       |

## Légende
Records et Performances
- AR : Record continental (area record)
- CR : Record des championnats (championship record)
- MR : Record du meeting (meet record)
- NR : Record national (national record)
- OR : Record olympique (olympic record)
- PR : Record paralympique (paralympic record)
- PB : Record personnel (personal best)
- SB : Meilleure performance personnelle de la saison (season's best)
- WL : Meilleure performance mondiale de l'année (world leader)
- WJR : Record du monde junior (world junior record)
- WR : Record du monde (world record)

Circonstances et Conditions
- DNF : N'a pas terminé (did not finish)
- DNS : N'a pas pris le départ (did not start)
- DQ : Disqualification (disqualification)
- NM : Aucun essai valable enregistré (No Mark)
- Q : Qualifié « directement » au prochain tour (ou à la prochaine compétition), lors d'une compétition majeure, grâce au classement ou à la réalisation des minima (automatic qualifier)
- q : Qualifié au prochain tour (ou à la prochaine compétition), lors d'une compétition majeure, grâce au repêchage ou à la réalisation de l'une des meilleures performances parmi celles des « non qualifiés directement » (grâce au meilleur temps ou à la meilleure distance par exemple) (secondary qualifier)